# ياسين (فلم)
ياسين هو فلم بحريني من تأليف عيسى الحمر ومن بطولة الفنان عبد الله ملك وشيماء سبت واحمد مبارك وايمان القصيبي وحسن الواوي وإبراهيم الغانم وحمد عتيق وشيخة زويد.
و يحكي حول ياسين الرجل الهادئ البعيد عن المشاكل وزوجته النقيض لشخصية زوجها التي تعاني من حالة نفسية بسبب عقمها مما تقود زوجها إلى حالة سيئة بسبب حبه للأطفال ومعاملة زوجته السيئة له.